# Благо
Благо е предмет, който задоволява човешките потребности и в социо-икономически смисъл блага са всички възможни имущества или в още по-широк смисъл богатство, което притежава определена стойност. Съществуват обществени блага, материални блага, частни блага и други.
Благата биват създавани, изменяни, разпределяни и притежавани на основата на икономическите закони, които са предмет на изучаване от политическата икономия.